# Etienne de Suisy
Etienne de Suisy (Suisy, ... – Vienne, 10 dicembre 1311) è stato un cardinale francese, detto il cardinale di Bruges.

## Biografia
Nato a Suisy, nei pressi di Laon, in Piccardia, fu garde des sceaux nel gennaio 1290, poi vice-cancelliere del re di Francia nel febbraio 1290 e cancelliere dal 1302 al 1304. Arcidiacono di Bruges, nella diocesi di Tournai, fu noto come l'"arcidiacono delle Fiandre".
Fu eletto vescovo di Tournai nel 1300, ma non venne confermato. Prese parte all'Assemblea del Clero di Francia, che si tenne  a Parigi nel 1302.
Fu creato cardinale presbitero da papa Clemente V con il titolo di San Ciriaco alle Terme Diocleziane nel  concistoro del 15 dicembre 1305. In seguito fu priore di Ispagnac, nella diocesi di Mende, nel 1307 e quindi camerlengo del Sacro Collegio tra il 1310 e il 1311.
Morì il 10 dicembre 1311 a Vienne e fu sepolto nel chiostro dell'abbazia benedettina di San Giacomo a Laon.